# Kevin Harbottle
Kevin Andrew Harbottle Carrasco (Antofagasta, 8 giugno 1990) è un calciatore cileno di origini inglesi, attaccante del Cobreloa.

## Carriera

### Club
Ha giocato nella massima serie cilena ed in quella statunitense.